# Afrindella tanganyikae
Afrindella tanganyikae är en mossdjursart som först beskrevs av Rousselet 1907.  Afrindella tanganyikae ingår i släktet Afrindella och familjen Pectinatellidae. Inga underarter finns listade i Catalogue of Life.